# Богданово (Островський район)
Богданово (рос. Богданово) — присілок в Островському районі Псковської області Російської Федерації.
Населення становить 44 особи. Входить до складу муніципального утворення Горайська волость.

## Історія
Від 2015 року входить до складу муніципального утворення Горайська волость.

## Населення
| 2001 | 2002 | 2010 |
| ---- | ---- | ---- |
| 63   | ↘59  | ↘44  |